# Цветной бульвар (станция метро)
«Цветно́й бульва́р» — станция Серпуховско-Тимирязевской линии Московского метрополитена. Находится на территории Тверского района Центрального административного округа Москвы. Открыта в составе участка «Чеховская» — «Савёловская» 31 декабря 1988 года. Глубина заложения — 50 метров.

## История и происхождение названия
Станция в районе Цветного бульвара под рабочим названием «Трубная площадь» впервые упоминается в 1931 году в составе электрифицированного железнодорожного диаметра. На перспективной схеме 1932 года станция появлялась в составе Дзержинско-Замоскворецкого диаметра, в 1934 году — в составе Краснопресненско-Рогожского диаметра. В плане развития метрополитена 1947 года станцию «Трубная площадь» планировалось включить в Малое кольцо.
На перспективной схеме 1957 года эта станция была отражена в составе Серпуховско-Рижского и Калужско-Тимирязевского диаметров. К 1958 году проект был изменён, и станция в районе Цветного бульвара предполагалась в составе перспективной Калужско-Рижской линии. В проектных предложениях 1965 года предлагалось также строительство в составе Ждановско-Тимирязевской линии. Но впоследствии соединение Ждановского радиуса было направлено в сторону Красной Пресни, а трассировка Калужско-Рижского диаметра была спрямлена. В 1970-х годах был предложен проект Серпуховско-Тимирязевской линии, по которому первоначально предполагалось строительство «Трубной» в её составе, но позднее это название было передано перспективной станции Люблинско-Дмитровской линии.
Станция открыта 31 декабря 1988 года в составе участка «Чеховская» — «Савёловская», после ввода в эксплуатацию которого в Московском метрополитене стало 138 станций. В проекте станция носила название «Трубная площадь», при открытии получила название по выходящему на него Цветному бульвару, названному так по существовавшему с 1851 года на этом месте Цветочному рынку.
В интервью радиостанции «Вести ФМ» представитель пресс-службы Московского метрополитена сообщил, что станция метро «Цветной бульвар» была построена по просьбе одного человека — Юрия Владимировича Никулина.

## Вестибюли и пересадки
Наземный вестибюль находится на Цветном бульваре, близ Московского цирка Никулина на Цветном бульваре и Центрального рынка, встроен в здание Московского Метростроя. В южном торце центрального зала находится пересадка на станцию «Трубная» Люблинско-Дмитровской линии.

## Архитектура и оформление
Пилонная трёхсводчатая станция глубокого заложения. В конструкции станции длина пилонов была увеличена по сравнению со стандартной.
В отделке станции использован светлый мрамор. Фризы украшены медальонами с витражными вставками (автор В. Д. Каленский). Пол выложен тёмным гранитом и мрамором. Путевые стены мрамором жёлто-коричневых тонов.
В торце переходного зала установлен витраж «Артисты цирка» площадью 25 м² работы В. Д. Каленского.

## Станция в цифрах
- Пассажиропоток по станции за сутки (1999 год)
  - 34,11 тыс. человек.
- Пассажиропоток по вестибюлям за сутки (2002 год)
  - Пассажиропоток по входу — 34,5 тыс. человек;
  - Пассажиропоток по выходу — 39,9 тыс. человек.
- Таблица времени прохождения первого поезда через станцию[6]:

| По чётным числам                  | Будние дни | Выходные дни |
| По нечётным числам                | Будние дни | Выходные дни |
| В сторону станции «Менделеевская» | 05:56      | 05:56        |
| В сторону станции «Менделеевская» | 05:56      | 05:56        |
| В сторону станции «Чеховская»     | 05:43      | 05:46        |
| В сторону станции «Чеховская»     | 05:43      | 05:46        |

## Наземный общественный транспорт
На этой станции можно пересесть на следующие маршруты городского пассажирского транспорта:
- Автобусы: м5, м53, 538, н6

## Цитаты
Необходимо отметить и такой факт, что к станции «Цветной бульвар» было приложено столько рук, столько людей вмешивалось в проектирование, давило, что истинных авторов можно считать чисто символическими.

## Галерея
| - Вестибюль станции - Интерьер вестибюля - Центральный зал - Пилоны - Посадочная платформа - Поезд на станции - Название станции на путевой стене - Выход в город |